# Lycium hantamense
Lycium hantamense är en potatisväxtart som beskrevs av A.M.Venter. Lycium hantamense ingår i släktet bocktörnen, och familjen potatisväxter. Inga underarter finns listade i Catalogue of Life.